# Johannes Ruysch
Johannes Ruysch, noto anche come Johann Ruijsch o Giovanni Ruisch (Utrecht, circa 1460 – Colonia, 1533), è stato un astronomo, cartografo ed esploratore olandese che disegnò una famosa mappa del mondo: la seconda più antica rappresentazione conosciuta de Nuovo Mondo.
Questa mappa di Ruysch fu pubblicata nel 1507.

## Biografia[1]
Negli antichi documenti Ruysch viene a volte definito fiammingo o tedesco, ma nacque probabilmente ad Utrecht negli attuali Paesi Bassi. Si pensa (vedi sotto il parere di Beneventanus) che abbia accompagnato Giovanni Caboto nella sua spedizione in America del Nord nel 1497-1498 o, considerando la prevalenza dei nomi portoghesi sulla sua mappa del 1507, una nave portoghese in partenza da Bristol. Attorno al 1505 Ruysch entrò probabilmente nel monastero benedettino di Saint Martin a Colonia come sacerdote secolare. Poco dopo partì per Roma, dove papa Giulio II gli concesse una dispensa dalla sua occupazione sacerdotale. Probabilmente disegnò la propria mappa del mondo nel 1507, appare sui libri paga del 1508 e del 1509 e sembra che si sia specializzato di pittura decorativa. Si pensa che sia il "Fiammingo chiamato John", un amico intimo di Raffaello Sanzio che ad un certo punto abitò con lui. È stato ipotizzato che abbia assistito e consigliato Raffaello riguardo all' "Astronomia" del 1509-1510 ed altri affreschi della Stanza della segnatura. Non molto dopo, Ruysch s recò a lavorare presso la corte portoghese come cartografo ed astronomo, presumibilmente grazie alla raccomandazione di papa Giulio II, amico di Manuele I del Portogallo. In seguito tornò al monastero di Saint Martin, ammalato ma in grado di creare un'opera ormai perduta: un murale astronomico raffigurante i giorni, mesi (fasi della luna) e le costellazioni. Si dice che sia morto in età avanzata nel 1533 presso il monastero, dove abitava in una stanza adiacente alla biblioteca.

## Età delle scoperte
Vi furono molti viaggi esplorativi subito prima che Ruysch creasse la propria mappa:
- Bartolomeo Diaz doppiò il Corno d'Africa (1487)
- Giovanni Caboto riscoprì Terranova (1497) (riscoperta, dato che i norreni l'avevano colonizzata secoli prima)
- Vasco da Gama viaggiò in India (1499)
- Cristoforo Colombo esplorò i Caraibi e l'America Meridionale (1492-1493, 1493-1494, 1498, 1502-1504)
- Amerigo Vespucci visitò i Caraibi e l'America Meridionale (1497-1498,1499-1500, 1501-1502, 1503-1504)

Nonostante durante questi viaggi siano state redatte numerose mappe, come quella di Juan de la Cosa del 1500 (basata sul secondo viaggio di Colombo) e quella di Cantino (circa 1502), queste furono conservate come segreti di stato. Spesso ne furono pubblicate poche copie.

## Le altre mappe dell'epoca
Questa situazione cambiò drasticamente tra il 1506 ed il 1507, quando vi furono tre diversi tentativi di redigere mappe dell'intero globo. La mappa di Contarini-Rosselli del 1506 (oggi nella British Library) e la mappa di Martin Waldseemüller del 1507 furono molto influenti, ma non vennero pubblicate in modo molto diffuso. Di ognuna di loro ne esiste solo una copia, ed entrambe furono scoperte nel XX secolo. Al contrario, la mappa di Johannes Ruysch del 1507 fu molto più diffusa e molte copie sono tuttora esistenti. Per questo ebbe una grande importanza.

## La mappa di Ruysch del 1507[2]

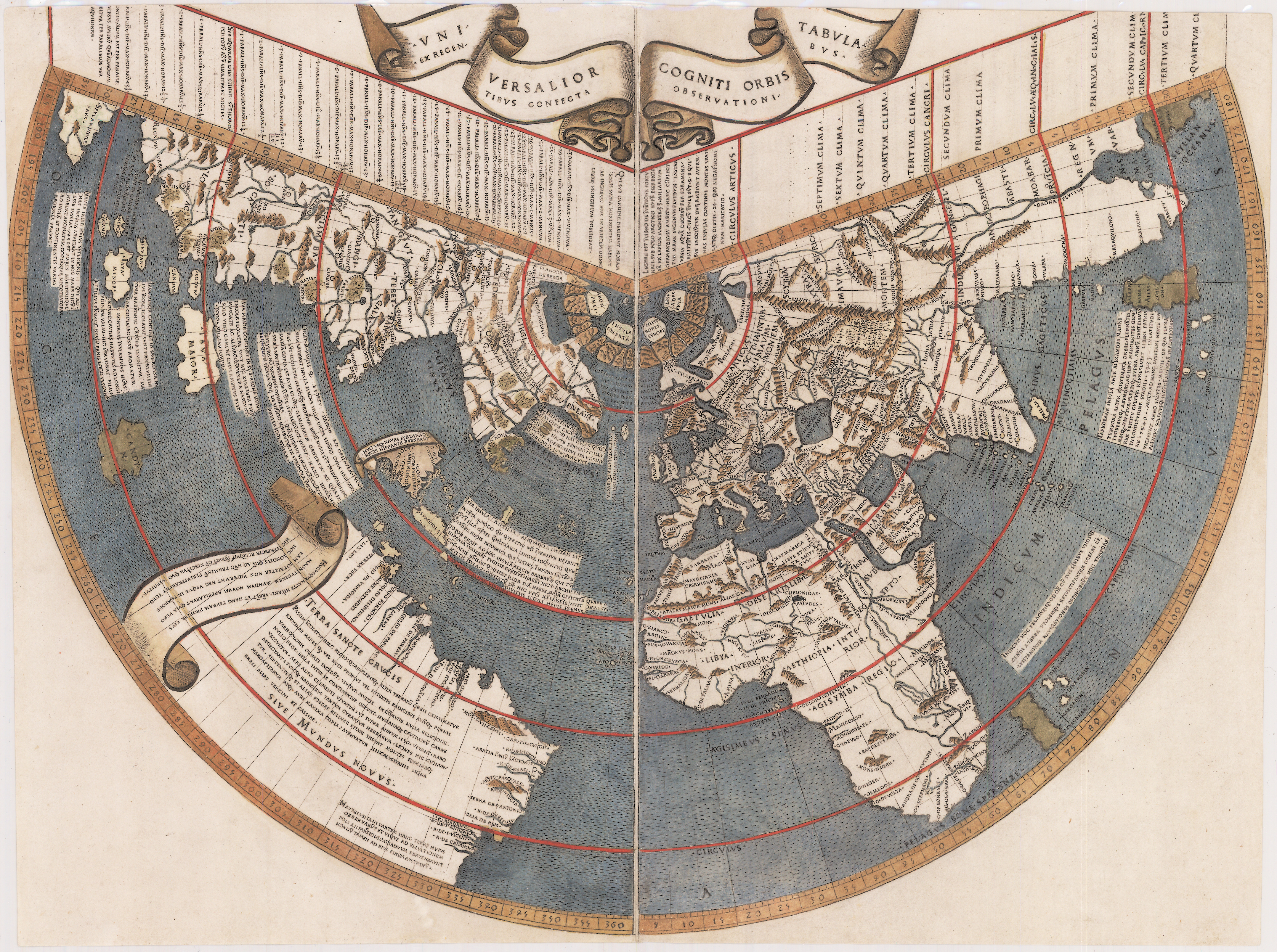
Mappa di Ruysch del 1507

La mappa di Ruysch del 1507 fu inclusa nella edizione meridionale del 1507 e 1508 del Geografia di Tolomeo, un atlante pubblicato a Roma. L'editore dell'edizione del 1507 del Geografia fu Evangelista Tosinus ed il tipografo fu Bernardinus Venetus de Vitalibus.
La mappa di Ruysch utilizza la prima proiezione di Tolomeo, una proiezione coniforme, così come quella di Contarini-Rosselli. Entrambi riportano le scoperte di Cristoforo Colombo, quelle di Americo Vespucci e Giovanni Caboto e comprendono informazioni tratte da fonti portoghesi e dai racconti di Marco Polo. Alcune delle note presenti sulla mappa sono chiaramente di origine portoghese.
Terranova viene mostrata collegata all'Asia nella mappa di Ruysch, come credeva Caboto. Il "Sipganus" (il Giappone di Marco Polo) è identico alla "Spagnola" (Hispaniola) della mappa di Ruysch. Sulla mappa di Ruysch si segnala la presenza di merluzzi presso i Grandi Banchi di Terranova. La mappa di Ruysch contiene le scoperte portoghesi lungo la costa africana. La mappa raffigura l'Africa come una penisola circondata dall'acqua. Il Corno d'Africa si trova approssimativamente alla corretta latitudine. L'India è una penisola triangolare e Ceylon ha posizione e proporzione corrette. La mappa contiene anche dettagli sull'Asia basati sui dati raccolti da viaggiatori quali Marco Polo e le autorità greco-romane.
La Groenlandia viene raffigurata collegata a Terranova ed al'Asia, e non all'Europa come mostrato sulle precedenti mappe. Attorno al polo nord Ruysch disegnò isole, secondo quanto scritto nel libro Inventio Fortunata del frate inglese Nicola di Lynn. L'isola rappresentata sopra la Norvegia somiglia molto a Svalbard, scoperta solo nel 1597 da Willem Barents. Ruysch la chiamò European Hyberborea, ed una penisola che si allunga verso di lei contiene la chiesa di 'Sancti Odulfi', la chiesa di Sant'Olaf a Vardø lungo la costa del Finnmark.

## Pareri sulla mappa
L'edizione del 1508 conteneva anche un commentario intitolato Orbis nouo descriptio e scritto dal monaco celestino italiano Marcus Beneventanus. Beneventanus scrisse nel commentario alla mappa di Ruysch nell'edizione del 1508 di Tolomeo: 
Johannes Ruysch di Germania, secondo me un geografo molto preciso, ed il più accurato nel raffigurare il globo, per il cui aiuto a questo piccolo lavoro sono in debito, mi disse di aver navigato dal sud dell'Inghilterra, e di aver raggiunto i 53 gradi di latitudine nord, e che raggiunto quel parallelo si diresse ad ovest verso le coste dell'est, spostandosi leggermente più a nord ed osservando molte isole.
La chiesa di "Sancti Odulfi" raffigurata sulla mappa di Ruysch non è quella di Vardø nel Finnmark, ma la cattedrale di Trondheim. Si trova esattamente dove Trondheim dovrebbe essere sulla mappa. Questa cattedrale è la vera cattedrale di Sant'Olaf, essendo stata costruita sulla sua tomba.